# Paithan
Paithan är en ort i Indien.   Den ligger i distriktet Aurangabad och delstaten Maharashtra, i den centrala delen av landet, 1 000 km söder om huvudstaden New Delhi. Paithan ligger 445 meter över havet och antalet invånare är 37 360.
Terrängen runt Paithan är mycket platt. Runt Paithan är det ganska tätbefolkat, med 214 invånare per kvadratkilometer. Det finns inga andra samhällen i närheten. Trakten runt Paithan består till största delen av jordbruksmark.